# Administración Nacional de Puertos
La Administración Nacional de Puertos (ANP) es un servicio descentralizado dependiente del Ministerio de Transporte y Obras Públicas (MTOP) encargado de la administración, conservación y desarrollo de todos los puertos públicos de la República Oriental del Uruguay.  
Tiene entre sus funciones la administración y gestión del Puerto de Montevideo, del cual dependen el puerto de Puntas de Sayago y el Puerto Capurro, los puertos de Salto, Paysandú, Fray Bentos, Juan Lacaze, Nueva Palmira, Colonia, La Paloma, Carmelo, Puerto Deportivo de Colonia, Puerto Deportivo de Carmelo, Puerto de Piriápolis y el Proyecto Puerto Seco de Rivera.  

## Historia
Desde la época colonial, la Banda Oriental fue clave desde el punto de vista geopolítico para las comunicaciones navales. Desde 1776, España declara al puerto natural de la bahía de Montevideo su principal Apostadero Naval en el Río de la Plata. Desde entonces, el tráfico marítimo comercial y militar marcaron la historia de la ciudad.
El 21 de julio de 1916 es creada la entonces Administración Nacional del Puerto de Montevideo como la máxima autoridad portuaria del país, mediante la aprobación de la ley N° 5495 (artículo 11).
A comienzos de la década de 1930, la ANPM amplió sus funciones, incorporando a todos los puertos del país bajo su órbita institucional. 
El 25 de abril de 1933 por el Decreto-Ley N°8988 la Administración Nacional del Puerto de Montevideo pasó a denominarse Administración Nacional de Puertos, incorporando a la Comisión Financiera de las Obras del Puerto de Montevideo. El 3 de mayo del mismo año se incorporó la Dirección del Puerto de Montevideo a la ANP.
El 30 de marzo de 1944 fue colocada la piedra fundamental  para la construcción de su edificio sede en el predio delimitado por las calles 25 de agosto, Guaraní, Piedras y Maciel, inaugurándose el edificio en 1949. 
La Ley N.º 5495 de 1916 fue modificada por la Ley de Puertos N.º 16.246, de 1992, bajo la administración de Luis Alberto Lacalle, y definió a la Administración Nacional de Puertos (ANP) como un servicio descentralizado que integra el dominio comercial e industrial del Estado, en coordinación con el Ministerio de Transporte y Obras Públicas. El instrumento legal que cambió el régimen portuario nacional le adjudica a la ANP el control de su ejecución, el fomento de la descentralización de los puertos de la República, asegurar la coordinación de actividades que se desarrollen en ellos, y velar para que los servicios se presten en régimen de libre concurrencia.

## Autoridades
En el ejercicio 2025-2030 este servicio descentralizado está presidido por Pablo Genta Buzzetti. 